# Waterloo Sunset
Waterloo Sunset was de vijftiende hitsingle van The Kinks, geschreven door Ray Davies. Op 5 mei 1967 werd het nummer op single uitgebracht.

## Achtergrond
De plaat werd in een aantal landen een hit. In thuisland het Verenigd Koninkrijk werd de 2e positie bereikt in de UK Singles Chart. In o.a. Duitsland, Oostenrijk, Noorwegen, Australië en Nieuw-Zeeland werd de plaat een top tien hit.
In Nederland werd de plaat destijds veel gedraaid op Radio Veronica en  de publieke popzender Hilversum 3 en werd een gigantische hit. De plaat was in Nederland een nummer 1-hit en stond in totaal twaalf weken in de Nederlandse Top 40 op Radio Veronica en tien weken in de Parool Top 20 op Hilversum 3, waarvan één week op de nummer 1-positie.
In België bereikte de plaat de 6e positie in de Vlaamse Ultratop 50.
Het is de eerste single van de groep die op recente compilatiealbums in stereo is gemixt.
Het nummer is gecoverd door David Bowie en was bedoeld voor zijn album Reality uit 2003. Het verscheen niet op dit album, maar wel op een deluxeversie van het album en op de B-kant van de single "Never Get Old".
Op zondagavond 12 augustus 2012 trad Ray Davies live op tijdens de sluitingsceremonie van de Olympische Zomerspelen 2012 in Londen. Daar zong hij het nummer Waterloo Sunset.

## Hitnoteringen

### Nederlandse Top 40
| "Waterloo Sunset" in de Nederlandse Top 40 - binnen: 27-05-1967 | "Waterloo Sunset" in de Nederlandse Top 40 - binnen: 27-05-1967 | "Waterloo Sunset" in de Nederlandse Top 40 - binnen: 27-05-1967 | "Waterloo Sunset" in de Nederlandse Top 40 - binnen: 27-05-1967 | "Waterloo Sunset" in de Nederlandse Top 40 - binnen: 27-05-1967 | "Waterloo Sunset" in de Nederlandse Top 40 - binnen: 27-05-1967 | "Waterloo Sunset" in de Nederlandse Top 40 - binnen: 27-05-1967 | "Waterloo Sunset" in de Nederlandse Top 40 - binnen: 27-05-1967 | "Waterloo Sunset" in de Nederlandse Top 40 - binnen: 27-05-1967 | "Waterloo Sunset" in de Nederlandse Top 40 - binnen: 27-05-1967 | "Waterloo Sunset" in de Nederlandse Top 40 - binnen: 27-05-1967 | "Waterloo Sunset" in de Nederlandse Top 40 - binnen: 27-05-1967 | "Waterloo Sunset" in de Nederlandse Top 40 - binnen: 27-05-1967 | "Waterloo Sunset" in de Nederlandse Top 40 - binnen: 27-05-1967 |
| Week                                                            | 1                                                               | 2                                                               | 3                                                               | 4                                                               | 5                                                               | 6                                                               | 7                                                               | 8                                                               | 9                                                               | 10                                                              | 11                                                              | 12                                                              |                                                                 |
| --------------------------------------------------------------- | --------------------------------------------------------------- | --------------------------------------------------------------- | --------------------------------------------------------------- | --------------------------------------------------------------- | --------------------------------------------------------------- | --------------------------------------------------------------- | --------------------------------------------------------------- | --------------------------------------------------------------- | --------------------------------------------------------------- | --------------------------------------------------------------- | --------------------------------------------------------------- | --------------------------------------------------------------- | --------------------------------------------------------------- |
| Nummer                                                          | 39                                                              | 4                                                               | 1                                                               | 2                                                               | 2                                                               | 3                                                               | 3                                                               | 5                                                               | 10                                                              | 19                                                              | 28                                                              | 40                                                              | uit                                                             |

### Parool Top 20
Hitnotering: 27-05-1967 t/m 29-07-1967. Hoogste notering: #1 (1 week).

### NPO Radio 2 Top 2000
| Nummer met noteringen in de NPO Radio 2 Top 2000 | '99 | '00 | '01 | '02 | '03 | '04 | '05 | '06 | '07 | '08 | '09 | '10 | '11 | '12 | '13 | '14  | '15  | '16  | '17  | '18  | '19  | '20  | '21  | '22  | '23  | '24  |
| ------------------------------------------------ | --- | --- | --- | --- | --- | --- | --- | --- | --- | --- | --- | --- | --- | --- | --- | ---- | ---- | ---- | ---- | ---- | ---- | ---- | ---- | ---- | ---- | ---- |
| Waterloo Sunset                                  | 722 | 772 | 663 | 996 | 738 | 857 | 888 | 750 | 770 | 764 | 830 | 881 | 998 | 909 | 930 | 1002 | 1210 | 1364 | 1469 | 1608 | 1592 | 1683 | 1748 | 1823 | 1959 | 1895 |

1. ↑  Een vetgedrukt getal geeft de hoogste notering aan.